# 33817 Fariswald
33817 Fariswald este o planetă minoră (asteroid) din centura de asteroizi. A fost descoperită pe 4 ianuarie 2000 la Experimental Test Site⁠(d) de Lincoln Near-Earth Asteroid Research. 
Obiectul prezintă o orbită caracterizată de o semiaxă mare de 2,335902 UAi, o excentricitate de 0,06, o înclinație de 5,11895 ° în raport cu ecliptica.